# Masashi Miyamura
Masashi Miyamura (Tokyo, 18 februari 1969) is een voormalig Japans voetballer.

## Carrière
Masashi Miyamura speelde tussen 1987 en 1998 voor Yomiuri, Fujita Industries, Avispa Fukuoka en Mito HollyHock.

## Statistieken
| Japan   | Japan             | Japan           | League | League | Emperor's Cup | Emperor's Cup | J-League Cup | J-League Cup | Totaal | Totaal |
| Seizoen | Club              | League          | Wed.   | Goals  | Wed.          | Goals         | Wed.         | Goals        | Wed.   | Goals  |
| ------- | ----------------- | --------------- | ------ | ------ | ------------- | ------------- | ------------ | ------------ | ------ | ------ |
| 1987/88 | Yomiuri           | JSL Division 1  | 0      | 0      |               |               |              |              | 0      | 0      |
| 1988/89 | Yomiuri           | JSL Division 1  | 0      | 0      | 0             | 0             | 0            | 0            | 0      | 0      |
| 1989/90 | Yomiuri           | JSL Division 1  | 0      | 0      | 0             | 0             | 0            | 0            | 0      | 0      |
| 1990/91 | Yomiuri           | JSL Division 1  | 0      | 0      | 0             | 0             | 0            | 0            | 0      | 0      |
| 1991/92 | Yomiuri           | JSL Division 1  | 0      | 0      | 0             | 0             | 0            | 0            | 0      | 0      |
| 1992    | Fujita Industries | Football League | 8      | 0      |               |               | -            | -            | 8      | 0      |
| 1993    | Fujita Industries | Football League | 4      | 0      | 0             | 0             | 1            | 0            | 5      | 0      |
| 1994    | Fujieda Blux      | Football League | 30     | 0      | 1             | 0             | -            | -            | 31     | 0      |
| 1995    | Fukuoka Blux      | Football League | 29     | 0      | 3             | 0             | -            | -            | 32     | 0      |
| 1996    | Avispa Fukuoka    | J. League 1     | 9      | 0      | 1             | 0             | 2            | 0            | 12     | 0      |
| 1997    | Avispa Fukuoka    | J. League 1     | 1      | 0      | 0             | 0             | 1            | 0            | 2      | 0      |
| 1998    | Mito HollyHock    | Football League | 24     | 2      | 2             | 0             | -            | -            | 26     | 2      |
| Totaal  | Totaal            | Totaal          | 105    | 2      | 7             | 0             | 4            | 0            | 116    | 2      |